# 8537 Billochbull
8537 Billochbull eller 1993 FG24 är en asteroid i huvudbältet som upptäcktes den 21 mars 1993 av den svenske astronomen Claes-Ingvar Lagerkvist vid La Silla-observatoriet i Chile. Den är uppkallad efter de fiktiva karaktärerna Bill och Bull skapade av Gösta Knutsson.
Asteroiden har en diameter på ungefär 12 kilometer och den tillhör asteroidgruppen Eos.